# 앙투안 바르나브

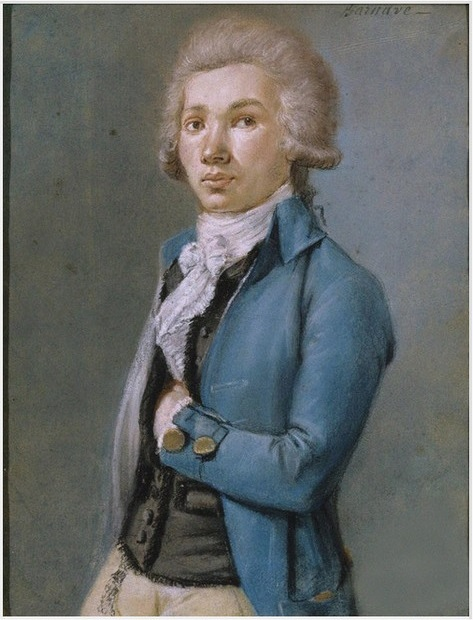
앙투안 바르나브

앙투안 피에르 조제프 마리 바르나브(Antoine Pierre Joseph Marie Barnave, 1761년 10월 22일 ~ 1793년 11월 29일)은 프랑스 혁명 시대의 정치가이다. 그르노블에서 태어났다.

## 생애
1789년 제3신분 의원으로 당선되었다. 의회에서 연설자로 알려진 1790년 헌법 논쟁에서 성공했다. 처음에는 부르주아 급진파로 자코뱅 클럽의 창립에 참가했지만, 1792년 루이 16세의 바렌느 사건 때 동행 역을 맡았을 때부터 군주제 지지자로 변했다.
푀양파를 결성하고, 헌법을 군주제에 맞게 수정하기 위해 노력했다. 헌법제정국민의회가 해산되기 전에 고향으로 돌아가 《8월 10일 사건》 후 궁중과 통신이 연락한 것이 발견되어 체포되었고 혁명 법원에 의해 처형되었다.